# Łętówko
Łętówko (kaszb. Łentowkò) – kolonia kaszubska w Polsce położona w województwie pomorskim, w powiecie wejherowskim, w gminie Choczewo na obszarze Pobrzeża Kaszubskiego nad południowo-wschodnim brzegiem jeziora Choczewskiego. Kolonia jest częścią składową sołectwa Łętowo.
W latach 1975–1998 miejscowość administracyjnie należała do województwa gdańskiego.
Inne miejscowości o nazwie zbliżonej do Łętówko: Łętowo, Łętowo-Dąb.

## Demografia
Współczesna struktura demograficzna wioski Łętówko na podstawie danych z lat 1995–2009 według roczników GUS-u, z prezentacją danych z 2002 roku:

| WYSZCZEGÓLNIENIE | WYSZCZEGÓLNIENIE | WYSZCZEGÓLNIENIE | WYSZCZEGÓLNIENIE | WYSZCZEGÓLNIENIE | J. m.       | POPULACJA MIESZKAŃCÓW (w przedziałach wiekowych w 2002 roku) | POPULACJA MIESZKAŃCÓW (w przedziałach wiekowych w 2002 roku) | POPULACJA MIESZKAŃCÓW (w przedziałach wiekowych w 2002 roku) | POPULACJA MIESZKAŃCÓW (w przedziałach wiekowych w 2002 roku) | POPULACJA MIESZKAŃCÓW (w przedziałach wiekowych w 2002 roku) | POPULACJA MIESZKAŃCÓW (w przedziałach wiekowych w 2002 roku) | POPULACJA MIESZKAŃCÓW (w przedziałach wiekowych w 2002 roku) | POPULACJA MIESZKAŃCÓW (w przedziałach wiekowych w 2002 roku) |             |             |
| WYSZCZEGÓLNIENIE | WYSZCZEGÓLNIENIE | WYSZCZEGÓLNIENIE | WYSZCZEGÓLNIENIE | WYSZCZEGÓLNIENIE | J. m.       | OGÓŁEM                                                       | 0-9                                                          | 10-19                                                        | 20-29                                                        | 30-39                                                        | 40-49                                                        | 50-59                                                        | 70-79                                                        |             |             |
| ---------------- | ---------------- | ---------------- | ---------------- | ---------------- | ----------- | ------------------------------------------------------------ | ------------------------------------------------------------ | ------------------------------------------------------------ | ------------------------------------------------------------ | ------------------------------------------------------------ | ------------------------------------------------------------ | ------------------------------------------------------------ | ------------------------------------------------------------ | ----------- | ----------- |
| I.               | OGÓŁEM           | OGÓŁEM           | OGÓŁEM           | OGÓŁEM           | os.         | 20                                                           | 3                                                            | 6                                                            | 2                                                            | 1                                                            | 5                                                            | 2                                                            | 1                                                            |             |             |
| I.               | —                | odsetek          | odsetek          | odsetek          | %           | 100                                                          | 15                                                           | 30                                                           | 10                                                           | 5                                                            | 25                                                           | 10                                                           | 5                                                            |             |             |
| I.               | 1.               | WEDŁUG PŁCI      | WEDŁUG PŁCI      | WEDŁUG PŁCI      | WEDŁUG PŁCI | WEDŁUG PŁCI                                                  | WEDŁUG PŁCI                                                  | WEDŁUG PŁCI                                                  | WEDŁUG PŁCI                                                  | WEDŁUG PŁCI                                                  | WEDŁUG PŁCI                                                  | WEDŁUG PŁCI                                                  | WEDŁUG PŁCI                                                  | WEDŁUG PŁCI | WEDŁUG PŁCI |
| I.               | 1.               | A.               | Mężczyzn         | Mężczyzn         | os.         | 10                                                           | —                                                            | 2                                                            | 1                                                            | —                                                            | 4                                                            | 2                                                            | 1                                                            |             |             |
| I.               | 1.               | A.               | —                | odsetek          | %           | 50                                                           | —                                                            | 10                                                           | 5                                                            | —                                                            | 20                                                           | 10                                                           | 5                                                            |             |             |
| I.               | 1.               | B.               | Kobiet           | Kobiet           | os.         | 10                                                           | 3                                                            | 4                                                            | 1                                                            | 1                                                            | 1                                                            | —                                                            | —                                                            |             |             |
| I.               | 1.               | B.               | —                | odsetek          | %           | 50                                                           | 15                                                           | 20                                                           | 5                                                            | 5                                                            | 5                                                            | —                                                            | —                                                            |             |             |

 Rysunek 1.1 Piramida populacji — struktura płci i wieku wioski
| I. | OGÓŁEM | OGÓŁEM  | OGÓŁEM            | OGÓŁEM            | OGÓŁEM            | os.     | 20      | 10      | 10      |         |         |         |         |         |         |         |         |         |         |         |
| I. | —      | odsetek | odsetek           | odsetek           | odsetek           | %       | 100     | 50      | 50      |         |         |         |         |         |         |         |         |         |         |         |
| I. | 1.     | W WIEKU | W WIEKU           | W WIEKU           | W WIEKU           | W WIEKU | W WIEKU | W WIEKU | W WIEKU | W WIEKU | W WIEKU | W WIEKU | W WIEKU | W WIEKU | W WIEKU | W WIEKU | W WIEKU | W WIEKU | W WIEKU | W WIEKU |
| I. | 1.     | A.      | Przedprodukcyjnym | Przedprodukcyjnym | Przedprodukcyjnym | os.     | 8       | 2       | 6       |         |         |         |         |         |         |         |         |         |         |         |
| I. | 1.     | A.      | —                 | odsetek           | odsetek           | %       | 40      | 10      | 30      |         |         |         |         |         |         |         |         |         |         |         |
| I. | 1.     | B.      | Produkcyjnym      | Produkcyjnym      | Produkcyjnym      | os.     | 11      | 7       | 4       |         |         |         |         |         |         |         |         |         |         |         |
| I. | 1.     | B.      | —                 | odsetek           | odsetek           | %       | 55      | 35      | 20      |         |         |         |         |         |         |         |         |         |         |         |
| I. | 1.     | B.      | a.                | mobilnym          | mobilnym          | os.     | 8       | 5       | 3       |         |         |         |         |         |         |         |         |         |         |         |
| I. | 1.     | B.      | a.                | —                 | odsetek           | %       | 40      | 25      | 15      |         |         |         |         |         |         |         |         |         |         |         |
| I. | 1.     | B.      | b.                | niemobilnym       | niemobilnym       | os.     | 3       | 2       | 1       |         |         |         |         |         |         |         |         |         |         |         |
| I. | 1.     | B.      | b.                | —                 | odsetek           | %       | 15      | 10      | 5       |         |         |         |         |         |         |         |         |         |         |         |
| I. | 1.     | C.      | Poprodukcyjnym    | Poprodukcyjnym    | Poprodukcyjnym    | os.     | 1       | 1       | —       |         |         |         |         |         |         |         |         |         |         |         |
| I. | 1.     | C.      | —                 | odsetek           | odsetek           | %       | 5       | 5       | —       |         |         |         |         |         |         |         |         |         |         |         |